# Charlotte Sahl-Madsen
Charlotte Sahl-Madsen (født 26. august 1964 i Holstebro) er en dansk erhvervsleder og konservativ politiker, der var minister for videnskab, teknologi og udvikling fra 23. februar 2010 til 3. oktober 2011.
Charlotte Sahl-Madsen tog i 1983 en nysproglig studentereksamen fra Holstebro Gymnasium. Ifølge sit officielle CV begyndte hun to år senere, i 1985, på jurastudiet ved Aarhus Universitet, men fik aldrig afsluttet studiet.
Sahl-Madsen har tidligere været formand og direktør for Danfoss Universe, direktør i LEGO, medlem af Økonomi- og Erhvervsministeriets ekspertgruppe om oplevelsesøkonomi, samt bestyrelsesmedlem i ministeriets innovationsenhed.
15. maj 2012 tiltrådte hun som formand for Syddanske Mediers bestyrelse. I 2017 blev hun ansat som direktør i Børnenes Hovedstad i Billund.
24. oktober 2024 tiltrådte hun som bestyrelsesleder for Institut for Børnekultur.
Hun er bosiddende i Staby i Vestjylland.